# Rudolf Bahro
Rudolf Bahro (Bad Flinsberg; 18 de noviembre de 1935-Berlín, 5 de diciembre de 1997) fue un político y filósofo ecosocialista alemán.

## Biografía

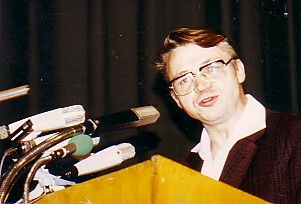
Bahro en una Asamblea Federal de Los Verdes alemanes.

### Infancia y formación
Max Bahro, el padre de Rudolf Bahro, era asesor económico en el sector ganadero. Su madre murió cuando Rudolf tenía nueve años, mientras huía de Niederschlesien al final de la Segunda Guerra Mundial. Bahro fue por primera vez a Checoslovaquia en 1945 para después ir a Viena, Carintia y Biedenkopf junto al Lahn. En 1946 volvió a encontrarse con su padre, quien con el final de la guerra había formado una nueva familia cerca del río Óder. Entre 1946 y 1950 fue a la escuela primaria en diversos lugares de Oderbruch y más tarde en Fürstenberg —actual Eisenhüttenstadt—. Entre 1950 y 1954 fue al instituto. En 1950 se hace miembro de la Juventud Libre Alemana (FDJ) y en 1952 comienza a militar en el Partido Socialista Unificado de Alemania (SED). Entre los años 1954 y 1959 estudia Filosofía en la Universidad Humboldt de Berlín. Su trabajo de fin de carrera se titulaba Johannes R. Becher y la relación de la clase obrera alemana y su Partido con respecto a la cuestión nacional de nuestro pueblo.

### Carrera profesional
Tras titularse, fue a Lindendorf, donde entre otras cosas se encargó de publicar el periódico local Die Linie [La Línea]. En 1959, contrae matrimonio con Gundula Lembke. En 1960 se hizo miembro de la dirección del Partido en la Universidad en Greifswald y fundó el periódico Unsere Universität [Nuestra Universidad], del cual era su redactor jefe. En 1960 escribe su primer libro, un volumen titulado In dieser Richtung [En esta dirección]. A partir de 1962 trabaja como asesor de la dirección del Sindicato de Ciencias de Berlín. Allí se encargaba de contactar con los científicos en las universidades.

### Salida del Partido
A partir de 1965 Bahro se convierte en redactor jefe de la publicación juvenil y estudiantil Forum, desarrollada por liberados de la FDJ. Debido a que no fue bien recibido un artículo escrito por Volker Braun, Bahro fue cesado de su puesto en esta publicación en 1967. Hasta 1977 ascendió hasta el puesto de encargado de la sección Organización del Trabajo Científico (WAO) en la compañía Berliner Gummikombinat —una planta de caucho berlinesa—, donde trabajaba como supervisor del partido en su sector. Paralelamente a este trabajo escribió en este tiempo su tesis doctoral Sobre las condiciones de desarrollo de los cuadros con titulación superior y especializada en las empresas estatales de la RDA, que presentó en 1975 en la Escuela Técnica superior de Merseburg. La tesis fue rechazada a pesar de las tres opiniones a favor que recibió contra dos en contra. Asimismo escribió en 1972 La Alternativa, en respuesta a la ocupación de Checoslovaquia en 1968 por parte de los Estados del Pacto de Varsovia. En 1973 Rudolf y Gundula Bahro se divorciaron, para evitar represalias por parte del Estado hacia Gundula y los hijos.

### Condena y deportación
La publicación de su libro La Alternativa en Europa Oriental. Una contribución a la crítica del socialismo actualmente existente en la revista alemana occidental Der Spiegel y su posterior arresto el 25 de agosto de 1977 hicieron que su caso fuese de repente mundialmente conocido. El 1 de febrero de 1978 numerosos escritores reclamaron la liberación de Rudolf Bahro a través de una carta publicada en el diario londinense The Times. Entre ellos estaban Heinrich Böll, Graham Greene y Arthur Miller. El 30 de junio de 1978 fue condenado a ocho años de prisión por "colaboración con servicios secretos", lo que provocó internacionalmente numerosas protestas y actos de solidaridad. La Liga Internacional pro Derechos Humanos le concedió la Medalla Carl von Ossietzky y fue nombrado miembro del centro P.E.N. de Dinamarca y de Suecia. En 1979 recibió el londinense Premio Memorial Isaac Deutscher. En octubre de 1979 tuvo lugar una amnistía con motivo del 30.º aniversario de la RDA, y fue deportado a la RFA. Su abogado defensor en la RDA era Gregor Gysi, quien sería posteriormente uno de los líderes del Partido del Socialismo Democrático (PDS) y más tarde de La Izquierda. Fueron amigos desde entonces y hasta sus últimos días. Lawrence Krader considera a Bahro «la conciencia de la revolución, cuya fuerza era la verdad», en su contribución a «la forma de producción asiática». Ernest Mandel comentó sobre él que «su eco será enorme».

### Pensamiento. Etapa en Alemania Occidental
Su pensamiento exploraba con una despiadada honestidad las contradicciones reales de la persona con ideas de izquierda que se volvía «verde». Para Bahro, la clase obrera junto con la burguesía son partes intrínsecas del sistema industrial: «En el caso del capitalismo los obreros son partes del carrusel de la formación capitalista». Los sindicatos pertenecen a las fuerzas societarias más conservadoras y se oponen a la trasformación de la sociedad. Bahro se oponía a ese «reformismo» que aparece como una actividad opositora, pero que prolonga la vida ilusoria de la sociedad industrial y capitalista. Tras hacerse miembro fundador de Los Verdes [Die Grünen] de Alemania occidental, fue elegido en 1980 para el Parlamento Federal. Para él, la política verde consistía en capturar la conciencia de la gente, no en acumular votos. Hacia 1985 había renunciado al partido. Su testimonio de renuncia resaltaba que los Verdes no querían salir del sistema industrial capitalista: «En vez de expandir la conciencia la están oscureciendo a lo largo de toda la línea». Bahro repudiaba particularmente la continua justificación de los Verdes para no cambiar nada. Para Bahro, las naciones industrializadas debían reducir su impacto sobre la Tierra a un décimo de lo que ocurría. El «desarrollo» estaba acabado. Como Arne Næss, filósofo noruego de la ecología profunda, Bahro tenía una visión biocéntrica y no antropocéntrica. A diferencia de Naess, Bahro estaba inserto en la cultura de la izquierda.
Fue precursor del Biocentrismo de izquierdas y dejó una extensa bibliografía.